# Hunasanahalli, Channapatna
Hunasanahalli là một làng thuộc tehsil Channapatna, huyện Ramanagara, bang Karnataka, Ấn Độ.